# Willem Peeters
Willem Peeters   (Lovaina, 20 de maig de 1953) és un ciclista belga, que fou professional entre 1974 i 1982. En el seu palmarès destaquen algunes de les clàssiques flamenques com el Circuit Het Volk, la Fletxa Brabançona i el Gran Premi de Valònia.

## Palmarès
Palmarès Willem Peeters.
- 1974
  - Vencedor d'una etapa del Gran Premi del Midi Libre
- 1975
  - 1r a la Fletxa Brabançona
  - 1r al Circuit dels monts de sud-oest
- 1976
  - 1r al Gran Premi de la vila de Zottegem
  - 1r al Circuit Het Volk
  - 1r a l'Omloop Mandel-Leie-Schelde
- 1977
  - 1r al Gran Premi Stad Sint-Niklaas
  - Vencedor d'una etapa dels Tres dies de La Panne
- 1978
  - 1r al Gran Premi de Valònia
  - 1r al Tour de Limburg
- 1979
  - 1r al Circuit del sud-oest
- 1980
  - 1r al Circuit de Waasland
  - 1r al Circuit de Brabant central
- 1982
  - 1r al Gran Premi Raymond Impanis

### Resultats al Giro d'Itàlia
- 1981. Abandona